# Centotheca
Centotheca és un gènere de plantes de la subfamília centotecòidia, família de les poàcies, ordre de les poals, subclasse de les commelínides, classe de les liliòpsides, divisió dels magnoliofitins.

## Espècies[1]
- Centotheca longilamina Ohwi
- Centotheca malabarica Merr.
- Centotheca owariensis Hack. ex C.B.Clarke
- Centotheca parviflora Andersson
- Centotheca philippinensis (Merr.) C.Monod.
- Centotheca schlechteri Pilg. ex Jansen
- Centotheca uniflorax Swallen